# Lom (Bulgarie)
Pour les articles homonymes, voir Lom.
Lom (en bulgare Лом) est une ville bulgare de l'oblast de Montana.

## Géographie
Lom est située dans le nord-ouest de la Bulgarie, sur la rive droite du Danube. Elle est le deuxième port fluvial du pays après Roussé.
| 1887  | 1910   | 1934   | 1946   | 1956   | 1965   | 1975   | 1985   | 1992   |
| ----- | ------ | ------ | ------ | ------ | ------ | ------ | ------ | ------ |
| 8 199 | 11 081 | 14 658 | 15 255 | 22 902 | 28 196 | 30 540 | 32 121 | 31 133 |

| 2001   | 2005   | 2008   | 2011   | - | - | - | - | - |
| ------ | ------ | ------ | ------ | - | - | - | - | - |
| 27 897 | 25 626 | 24 637 | 22 507 | - | - | - | - | - |

,,,

## Galerie

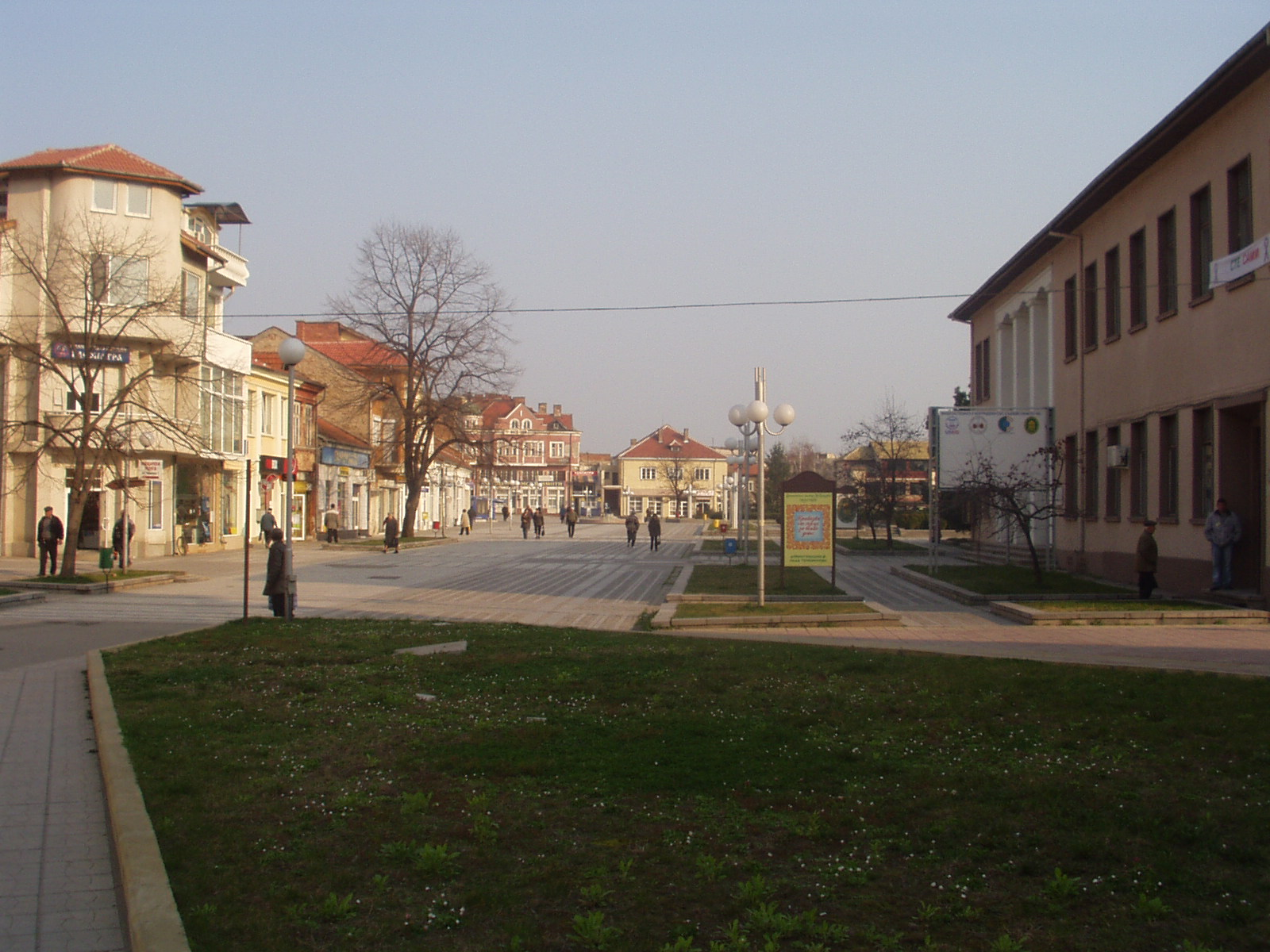
Centre centre-ville et, sur la droite, le plus vieux chitalishte de Bulgarie nommé "Postoyanstvo"
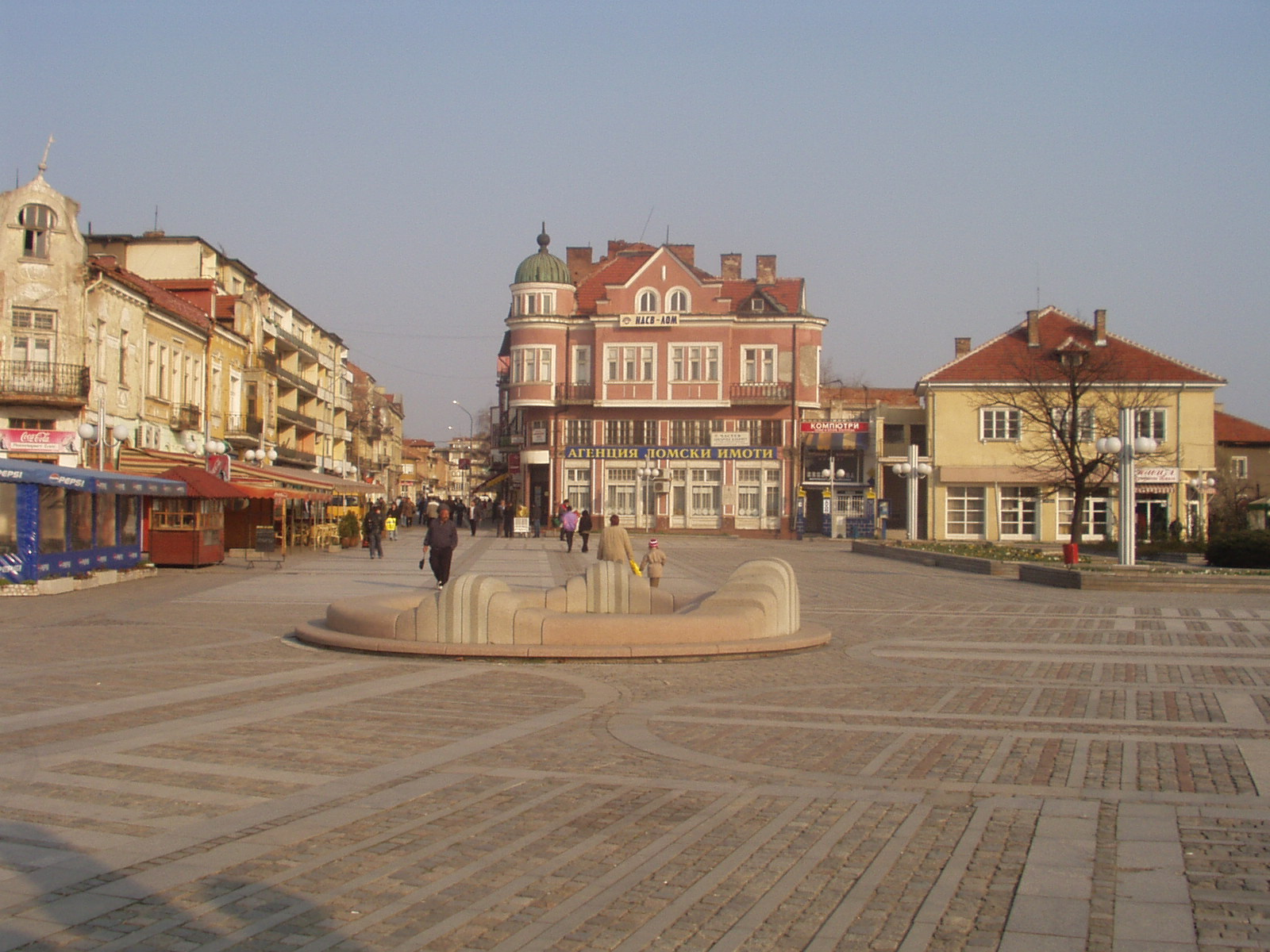
place « Svoboda » (place « Liberté »)
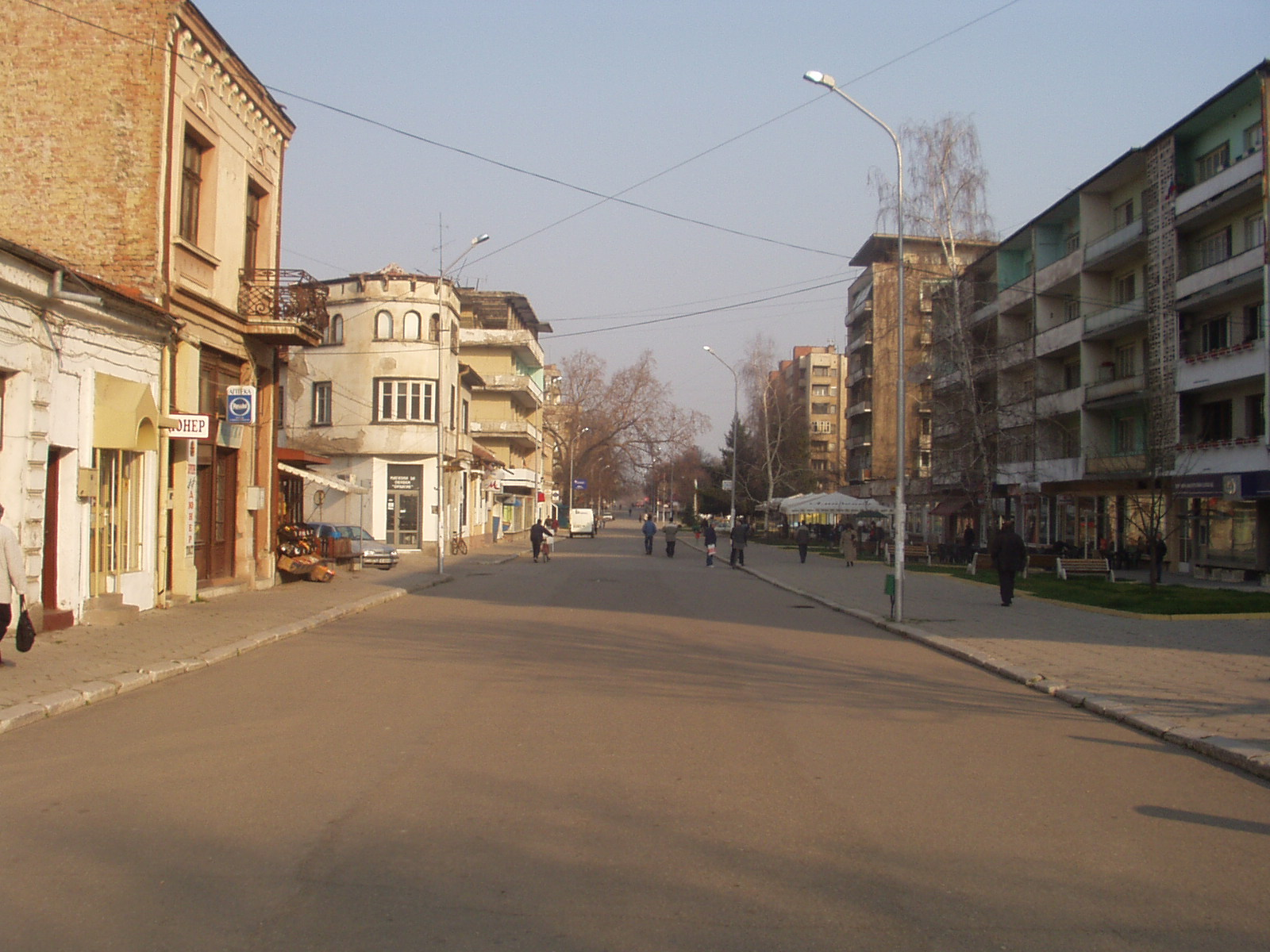
La rue principale
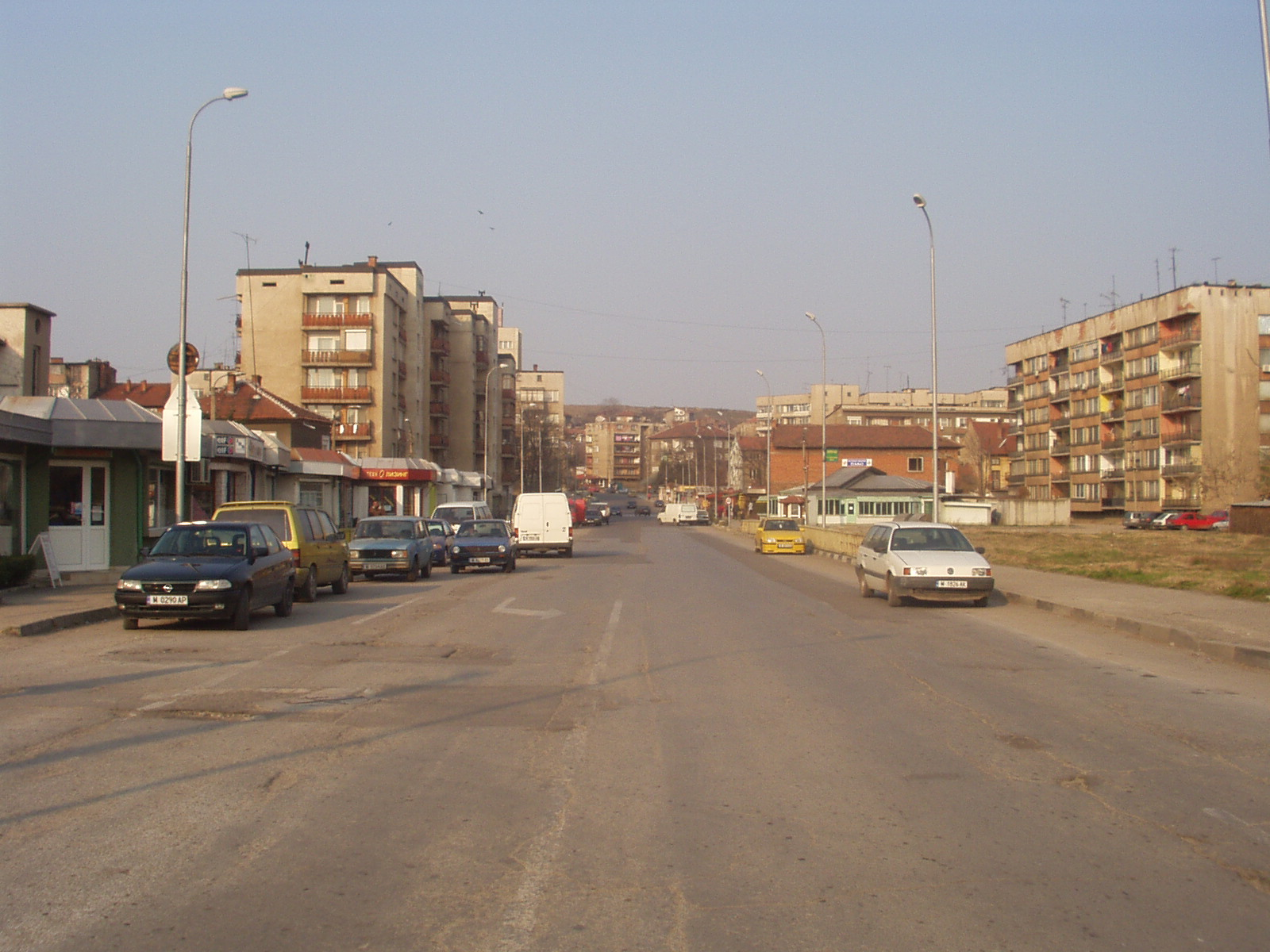
Rue à proximité de la gare de chemins de fer et d'autocars
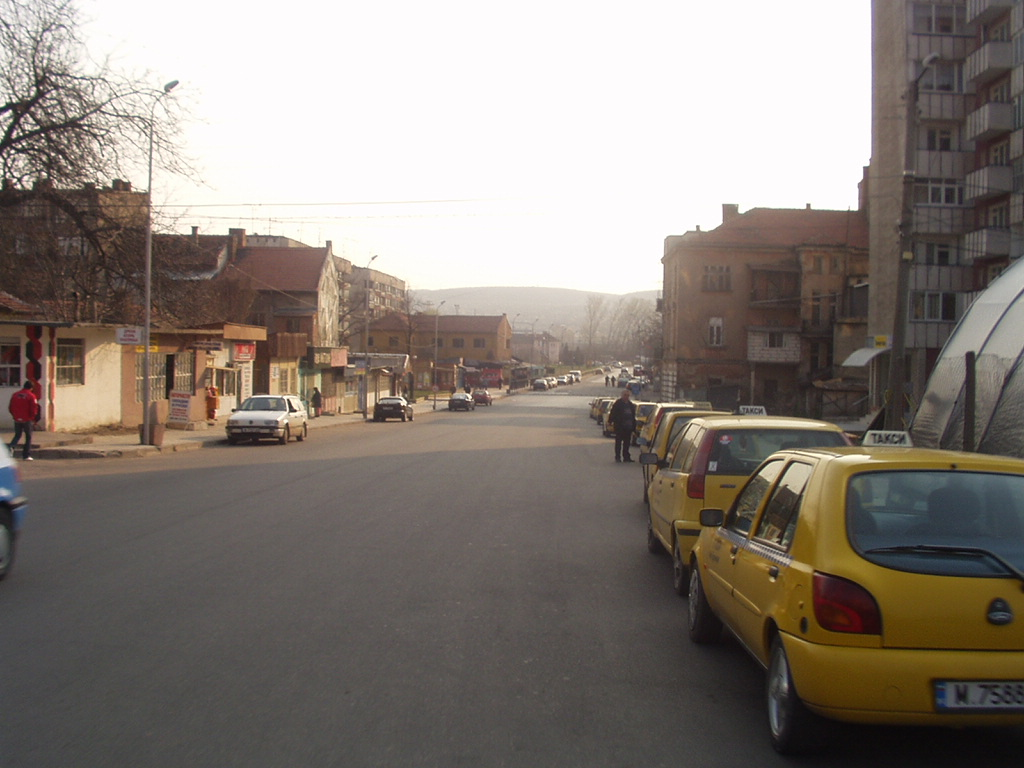
Station de taxi
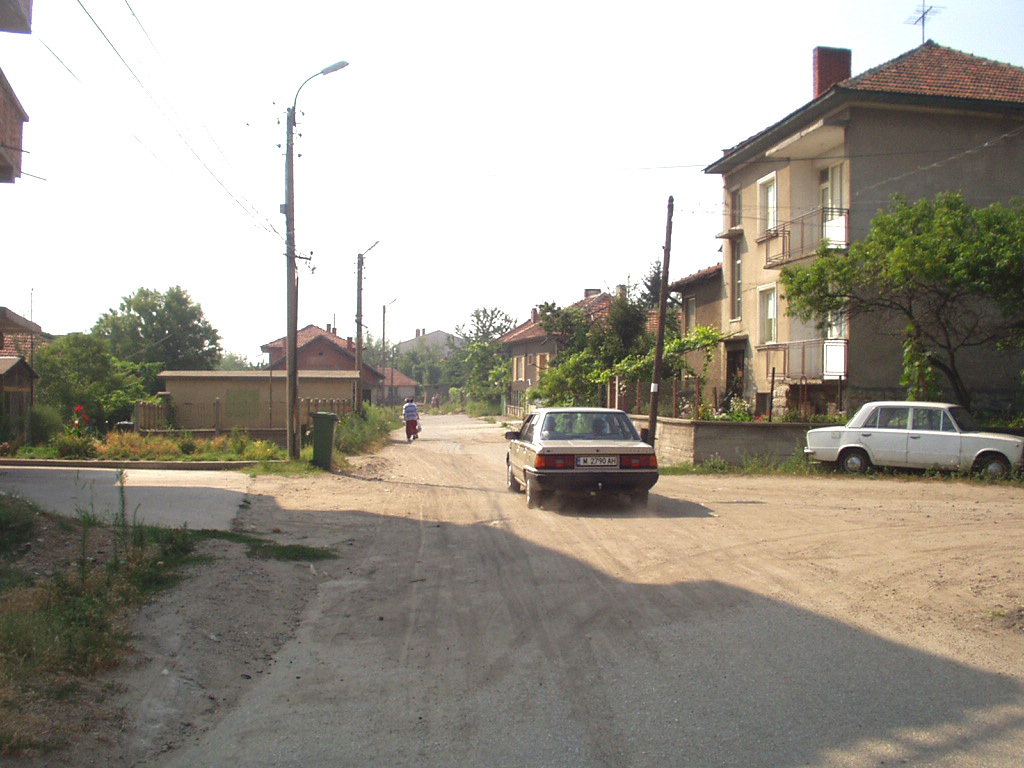
rue Chichman
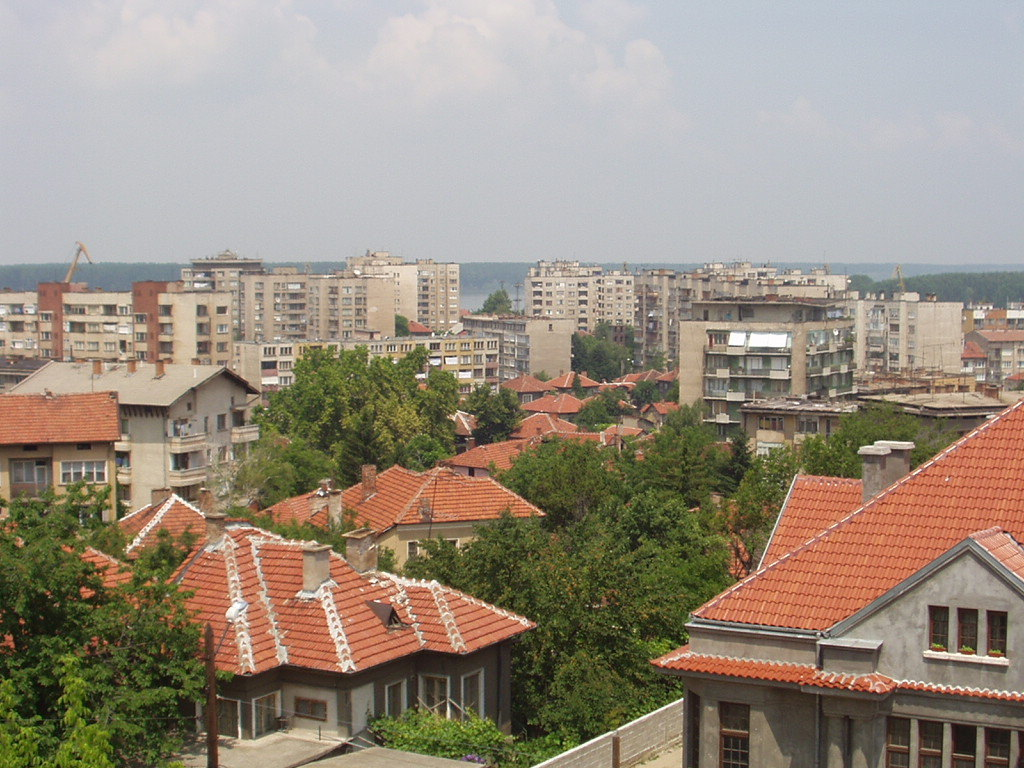
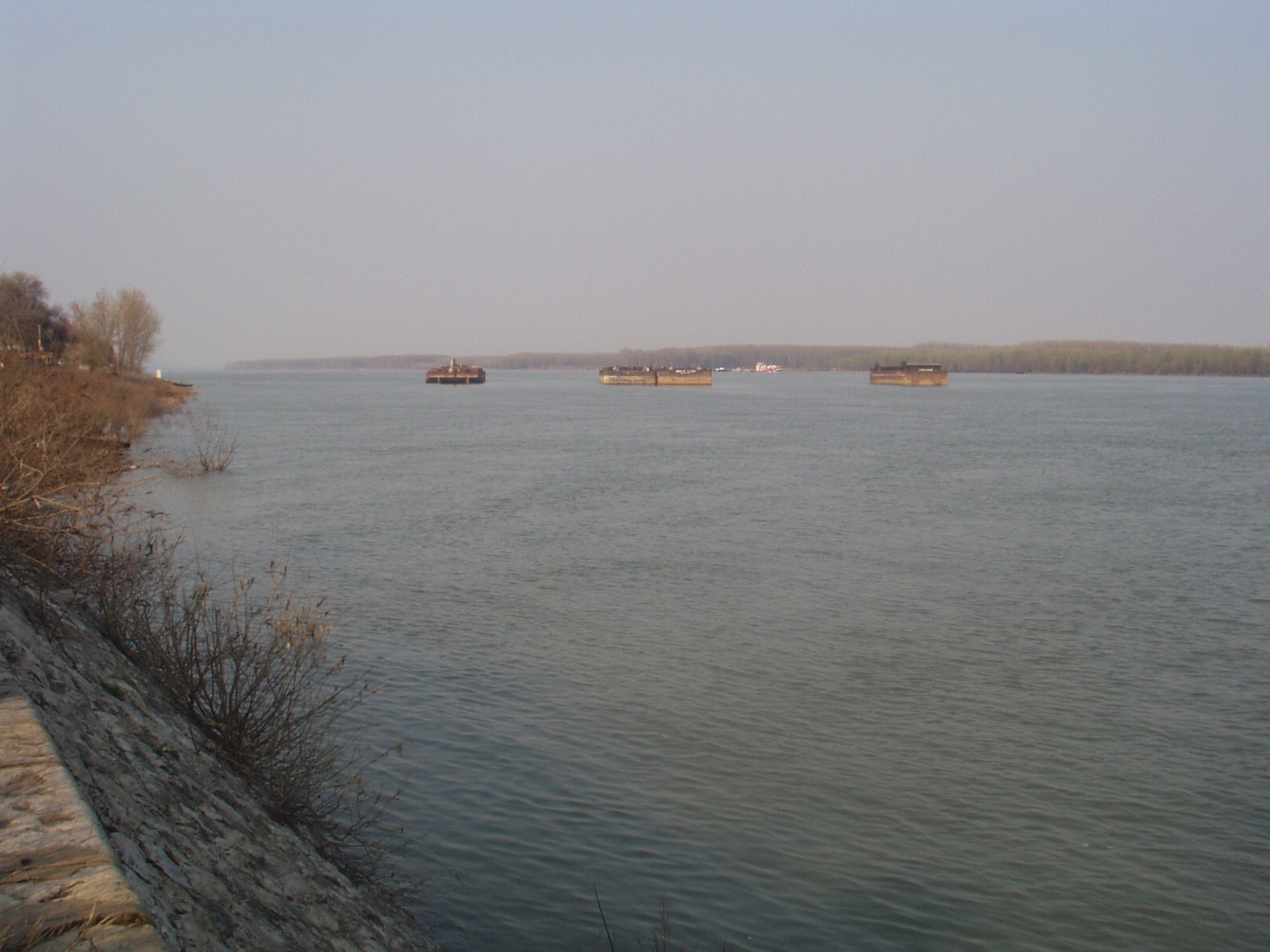
Le Danube à Lom
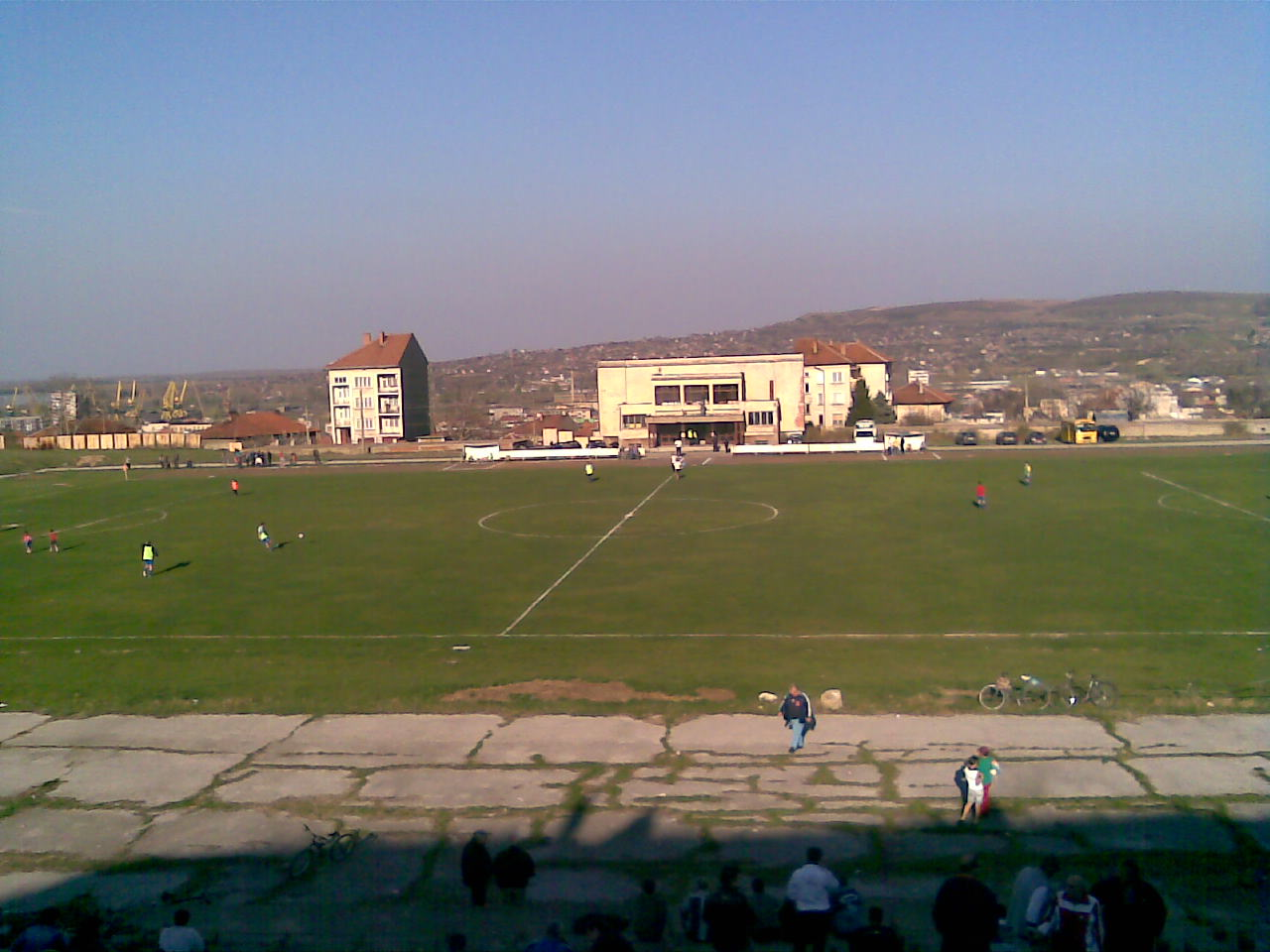
Le stade